# Cyclosorus arcuatus
Cyclosorus arcuatus är en kärrbräkenväxtart som först beskrevs av Jean Louis Marie Poiret, och fick sitt nu gällande namn av Arthur Hugh Garfit Alston. Cyclosorus arcuatus ingår i släktet Cyclosorus och familjen Thelypteridaceae. Utöver nominatformen finns också underarten C. a. scabriuscula.